# 科鲁拉语
科鲁拉语是一种彝语群语言，由中国夫拉族使用。